# 潘璵
潘璵（1494年—？年），字魯珍，号瑞泉，四川成都府成都縣人，匠籍，治《禮記》。

## 生平
十月初五日生，行六，由縣學生中式嘉靖十三年（1534年）甲午科四川鄉試第三十四名舉人，年四十八歲中式嘉靖二十年（1541年）辛丑科會試第二百七十四名，第三甲第七十五名進士。授安福县知县，历任刑部員外郎、陝西布政使司右參議。

## 家族
曾祖潘文政；祖潘鋐，壽官；父潘伯鎰，教諭；母周氏。慈侍下，妻柯氏，繼妻楊氏；兄玹。